# Pro Team Astana/Saison 2011
Dieser Artikel listet Erfolge und Mannschaft des Radsportteams Astana in der Saison 2011 auf.

## Personal
Nach dem Abgang von Kapitän Contador und seinen spanischen Helfern zu Saxo Bank SunGard verließen nach der Saison 2010 auch der junge Italiener Mirko Selvaggi (zu Vacansoleil-DCM) und der Spanier David de la Fuente (zu Geox-TMC) das kasachische Team. Scott Davis, Waleri Dmitrijew und der ehemalige Tour-Sieger Óscar Pereiro beendeten ihre Laufbahn, auch Bolat Rajimbekow fuhr 2011 nicht mehr für Astana.
Neu hinzu kamen der Franzose Rémy Di Gregorio von FDJ, der als eines der größten Kletterer-Talente Frankreichs bezeichnet wird, sich aber mit FDJ-Teammanager Marc Madiot überworfen hatte, und Fredrik Kessiakoff. Der Schwede, der erst mit 29 Jahren Berufsradfahrer geworden war, hatte in seiner ersten Saison 2010 vor allem im bergigen Gelände gute Leistungen gezeigt, erhielt allerdings bei Garmin-Transitions, das mit dem Team Cérvelo fusionierte, keinen neuen Vertrag mehr. Von Liquigas-Doimo stießen Robert Kišerlovski und Roman Kreuziger zur Equipe. Der Kroate Kiserlovski hatte 2010 beim Giro d’Italia in den Bergen gut mit den Favoriten mitgehalten und das Trikot des besten Nachwuchsfahrers getragen. Der ebenfalls noch junge Kreuziger, ein Tscheche, hatte sich trotz seiner Fähigkeiten als Rundfahrer bei Liquigas wegen der starken Konkurrenz durch Giro-Sieger Ivan Basso und Vuelta-a-Espana-Gewinner Vincenzo Nibali nicht durchsetzen können. Mit dem Russen Jewgeni Petrow wurde ein erfahrener Akteur verpflichtet, der Litauer Tomas Vaitkus kehrte nach einem Jahr beim Team RadioShack zurück. Neben dem Sprinter und Kopfsteinpflaster-Spezialisten wechselten auch die Italiener Mirco Lorenzetto, Francesco Masciarelli sowie der junge Australier Simon Clarke und der Este Tanel Kangert, der zuvor eine Saison als Amateur bestritten hatte, nach Kasachstan.
Ohne den erfolgreichsten Mann der letzten Jahre, Alberto Contador, richtet sich die Mannschaft 2011 vor allem auf Alexander Winokurow aus. Der Kasache hat ein gutes Abschneiden bei der Tour de France als persönliches Ziel ausgegeben. Das Team soll ihn dabei unterstützen. Außerdem erklärte Winokurow, dass 2011 sein letztes Profijahr sein wird. Hinter Winokurow soll Neuzugang Roman Kreuziger zu einem neuen Kapitän für die großen Rundfahrten aufgebaut werden, auch andere junge und talentierte Fahrer wie die Neuzugänge Di Gregorio und Kiserlovski sollen sich zu Siegfahrern entwickeln. Insgesamt wurde das Team im Vergleich zu 2010 verjüngt.

## Saisonverlauf
Ende November 2010 wurde Astana vom Radsportweltverband UCI als ProTeam, das bei den wichtigsten Wettbewerben der Welt automatisches Startrecht genießt, bestätigt. Das erste Rennen 2011 bestritt die Mannschaft nach einem Trainingslager im italienischen Montecatini Terme (Dezember 2010) im Januar bei der Tour Down Under, die den Auftakt zur UCI World Tour 2011 bildete. Dort führte Allan Davis, der dieses Rennen 2009 gewonnen hatte, die siebenköpfige Mannschaft an, während der übrige Kader in einem weiteren Trainingslager im spanischen Calp weilte. In den Kampf um den Gesamtsieg konnte Davis allerdings nicht eingreifen. Mit einem zehnten, achten und sechsten Etappenrang und Platz neun in der Gesamtwertung holte er aber immerhin die ersten Resultate für das kasachische ProTeam.
Im Februar trainierte eine Abordnung des Teams mit Giro-Kapitän Kreuziger am Vulkan Ätna in Italien, der beim diesjährigen Giro d’Italia auf dem Programm steht. Derweil fuhren sieben Astana-Profis bei der Katar-Rundfahrt. Am arabischen Golf konnten die Neuzugänge Mirco Lorenzetto (Siebter auf der zweiten Etappe) und Tomas Vaitkus (Neunter im Prolog, Achter auf der vierten und Siebter auf der letzten Etappe) weitere Top-Zehn-Resultate für das Team herausfahren. Eine Attacke des Australiers Simon Clarke auf dem dritten Tagesabschnitt aus einer Ausreißergruppe wurde nicht belohnt, der junge Fahrer einen Kilometer vor dem Ziel noch eingeholt.
Alexander Winokurow startete seine letzte Saison als Berufsradfahrer in der folgenden Tour of Oman. Der Leader des achtköpfigen Astana-Aufgebots wurde Gesamt-Zwölfter. Die einzige Top-Ten-Platzierung in Oman erreichte Simon Clarke als Neunter der zweiten Etappe. Auf den ersten drei Etappen lag zudem der Este Tanel Kangert dank mehrerer Zeitbonifikationen, die er sich als Ausreißer auf dem ersten Tagesabschnitt geholt hatte, in den Top Zehn der Gesamtwertung. Er schloss die Rundfahrt als 18. ab.
Der neue Co-Kapitän Roman Kreuziger begann seine Saison hingegen bei der Algarve-Rundfahrt. In Portugal belegte der Tscheche bei seinem ersten Rennen für sein neues Team den zwanzigsten Gesamtrang. Auf der dritten Etappe, dem schwierigsten Abschnitt des Rennens, befand sich Kreuziger in der Gruppe der Favoriten und wurde Achter. Einen Tag zuvor hatte schon der Kasache Dmitri Fofonow ein Top-Zehn-Resultat herausgefahren, als er auf den zehnten Rang sprintete. Auf dem fünften Abschnitt erreichte dann Allan Davis im Massensprint einen fünften Platz. Im abschließenden Einzelzeitfahren verpasste Kreuziger einen guten Platz in der Gesamtwertung wegen eines Radwechsels aufgrund eines Defektes während des Rennens. Somit war der Schwede Fredrik Kessiakoff als 18. der bestplatzierte Fahrer der achtköpfigen Equipe an der Algarve.
Auch am Giro di Sardegna nahm eine acht Mann starke Abordnung von Astana teil. Dabei zeigte der kroatische Zuzug Robert Kišerlovski starke Leistungen. Die erste Bergankunft auf dem Monte Ortobene beendete der ehemalige Liquigas-Fahrer als Achter, einen Tag später zeigte er als Tages-Neunter erneut seine Kletter-Qualitäten. Auch auf der schwierigen letzten Etappe der Rundfahrt bewies Kiserlovski als Sechster gute Frühform und schloss das Rennen als Gesamt-Siebter ab. Die Astana-Mannschaft der Sardinien-Rundfahrt nahm einen Tag darauf auch an der Classica Sarda, einem Eintagesrennen auf Sardinien, teil. Dabei kamen mit Paolo Tiralongo und Robert Kišerlovski nur zwei Fahrer ins Ziel. Kiserlovski konnte mit dem siebten Platz wieder ein gutes Resultat einfahren.
Im März stand das Team beim World-Tour-Rennen Paris-Nizza am Start. Der Kapitän der Mannschaft sollte Alexander Winokurow sein, der einen Etappensieg anstrebte. Für diesen war sein letztes Paris-Nizza durchaus ein besonderes Rennen, da er die "Fahrt zur Sonne" zweimal gewonnen hatte und sein Stern dort aufgegangen war, er aber 2003 beim gleichen Wettbewerb seinen kasachischen Freund Andrei Kivilev nach einem tödlichen Sturz verloren hatte. Roman Kreuziger und Robert Kišerlovski sollten gute Ränge im Gesamtklassement für die achtköpfige Auswahl erobern. Auf der zweiten Etappe versuchten es Tomas Vaitkus 15 Kilometer vor dem Ziel und kurz danach Vinokourov mit einem Angriff, die aber nicht von Erfolg gekrönt waren. Immerhin erreichte Vaitkus im abschließenden Massensprint den neunten Platz, obgleich er fast gestürzt wäre. Einen Tag später sprintete der Litauer auf Platz elf. Auf dem vierten Tagesabschnitt begab sich der Franzose Rémy Di Gregorio mit vier anderen Fahrern kurz nach dem Start in eine Ausreißergruppe. Der Maximalvorsprung von über fünf Minuten schrumpfte zusammen, doch die Gruppe kam noch dreizehn Sekunden vor dem heranjagenden Feld ins Ziel. Im Sprint hatte Di Gregorio gegen Tagessieger Thomas Voeckler allerdings keine Chance und wurde Vierter. Am folgenden Tag wurde ein Gedächtnissprint für Kivilev ausgefahren, bei dem Vinokourov zwar teilnahm, aber nicht gewann. Später auf der schwierigen Etappe machte "Vino" auf dem Schlussanstieg der ersten Kategorie Tempo für Kreuziger und Di Gregorio, die attackierten, aber von den anderen Favoriten wieder eingeholt wurden. Schließlich aber war es Robert Kišerlovski, der mit anderen Favoriten wie Tony Martin einen Vorsprung herausfahren konnte. Im Sprint der Spitzengruppe wurde der Kroate Sechster und übernahm das weiße Trikot des besten Nachwuchsfahrers. Im folgenden Einzelzeitfahren war Vinokourov als Elfter bester Astana-Mann, bevor auf der siebten Etappe endlich der erste Saisonsieg gelang. Der junge Franzose Rémy Di Gregorio war es, der 13 Kilometer vor dem Ziel des verregneten Abschnitts angriff und einen knappen Vorsprung auf die Favoritengruppe ins Ziel rettete, wobei er zweimal einen Sturz auf den glitschigen Straßen knapp vermied. Für den Franzosen, der im Unfrieden von seinem alten Team FDJ geschieden war, war es zudem der erste Profisieg. Weniger Glück hatten Vinokourov und Kiserlovski. Während der Kasache bei einer Abfahrt zu Fall kam, schlitterte der Kroate unter einen Lastkraftwagen und musste in ein Krankenhaus eingeliefert werden, aus dem er aber am nächsten Tag ohne schlimmere Verletzungen wieder entlassen werden konnte. Am gleichen Tag musste auch noch der Schwede Fredrik Kessiakoff das Rennen aufgeben. Nach einer erfolglosen Attacke gab auch Vinokourov das Rennen auf der ebenfalls nassen letzten Etappe auf. Dort sicherte sich Tomas Vaitkus im Sprint einer Verfolgergruppe den zehnten Rang auf der Promenade des Anglais von Nizza.
Auch bei Tirreno-Adriatico stellte Astana eine acht Mann starke Abordnung. Im Mannschaftszeitfahren reichte es nur zum 14. Platz. Im Massensprint des zweiten Abschnitts sorgte Mirco Lorenzetto mit dem siebten Platz für ein Top-Ten-Resultat. Bei den folgenden bergigen Etappen war es der junge Australier Simon Clarke, der jeweils in der Favoritengruppe unterwegs war und schließlich 15. der Gesamtwertung wurde. Andere Resultate konnte das Team nicht einfahren.
Kapitän für den Eintagesklassiker Mailand-Sanremo war Allan Davis, der zuvor bereits Zweiter und Vierter der "Classicissima" geworden war. Doch bei der 102. Ausgabe des Radsport-Monuments hatte Davis bei zwei Stürzen Pech. Er und die meisten seiner Teamkollegen wurden wie auch andere Favoriten wie Mark Cavendish und Vorjahressieger Óscar Freire abgehängt.
Als nächster Termin stand die 100. Austragung der Katalonien-Rundfahrt auf dem Programm. Auf der ersten Etappe rund um Lloret de Mar klassierte sich der italienische Kletterer Paolo Tiralongo im Sprint des Feldes, das 28 Sekunden hinter Ausreißer Gatis Smukulis das Ziel erreichte, als Siebter. Zudem konnte Josep Jufré für zwei Tage das Trikot des besten katalanischen Fahrers überstreifen. Auch auf dem zweiten Tagesabschnitt konnte ein Mitglied der achtköpfigen Astana-Abordnung in die Top Ten fahren: Valentin Iglinskiy sprintete auf Rang neun. Auf der fünften Etappe war Francesco Masciarelli in der Ausreißergruppe des Tages vertreten, die aber fünf Kilometer vor dem Zieleinlauf gestellt wurde.

## Erfolge in der UCI WorldTour
In den Rennen der Saison 2011 der UCI WorldTour gelangen die nachstehenden Erfolge.
| Datum     | Rennen                         | Fahrer              |
| --------- | ------------------------------ | ------------------- |
| 12. März  | 7. Etappe Paris–Nizza          | Rémy Di Gregorio    |
| 6. April  | 3. Etappe Vuelta al País Vasco | Alexander Winokurow |
| 29. April | 3. Etappe Tour de Romandie     | Alexander Winokurow |
| 28. Mai   | 19. Etappe Giro d’Italia       | Paolo Tiralongo     |

## Erfolge in der UCI Asia Tour
In den Rennen der Saison 2011 der UCI Asia Tour gelangen die nachstehenden Erfolge.
| Datum           | Rennen                                    | Kat. | Fahrer            |
| --------------- | ----------------------------------------- | ---- | ----------------- |
| 26. Juni        | Kasachische Meisterschaft – Straßenrennen | CN   | Andrei Misurow    |
| 27. Oktober     | 8. Etappe Tour of Hainan                  | 2.HC | Walentin Iglinski |
| 20.–27. Oktober | Gesamtwertung Tour of Hainan              | 2.HC | Walentin Iglinski |

## Erfolge in der UCI Europe Tour
In den Rennen der Saison 2011 der UCI Europe Tour gelangen die nachstehenden Erfolge.
| Datum       | Rennen                                        | Kat. | Fahrer             |
| ----------- | --------------------------------------------- | ---- | ------------------ |
| 22. April   | 4. Etappe Giro del Trentino                   | 2.HC | Roman Kreuziger    |
| 25. April   | 2. Etappe Presidential Cycling Tour of Turkey | 2.HC | Walentin Iglinski  |
| 4. Juli     | 2. Etappe Österreich-Rundfahrt                | 2.HC | Fredrik Kessiakoff |
| 3.–10. Juli | Gesamtwertung Österreich-Rundfahrt            | 2.HC | Fredrik Kessiakoff |

## Abgänge – Zugänge
| Zugänge                             | Team 2010                           | Abgänge                        | Team 2011         |
| ----------------------------------- | ----------------------------------- | ------------------------------ | ----------------- |
| Rémy Di Gregorio                    | Française des Jeux                  | Alberto Contador               | Saxo Bank-SunGard |
| Fredrik Kessiakoff                  | Garmin-Transitions                  | Jesús Hernández                | Saxo Bank-SunGard |
| Mirco Lorenzetto                    | Lampre-Farnese Vini                 | Daniel Navarro                 | Saxo Bank-SunGard |
| Robert Kišerlovski                  | Liquigas-Doimo                      | Benjamín Noval                 | Saxo Bank-SunGard |
| Roman Kreuziger                     | Liquigas-Doimo                      | Mirko Selvaggi                 | Vacansoleil-DCM   |
| Jewgeni Petrow                      | Team Katusha                        | David de la Fuente             | Geox-TMC          |
| Tomas Vaitkus                       | Team RadioShack                     | Scott Davis                    | Karriereende      |
| Francesco Masciarelli               | Acqua & Sapone-D’Angelo & Antenucci | Waleri Dmitrijew               | Karriereende      |
| Simon Clarke                        | ISD-Neri                            | Óscar Pereiro                  | Karriereende      |
| Tanel Kangert                       | CC Villeneuve Saint-Germain         | Bolat Rajimbekow               | Unbekannt         |
| Andrei Misurow (ab 14. Mai)         | Tabriz Petrochemical Cycling Team   | Roman Kirejew (bis 22. August) | Karriereende      |
| Andrei Kaschetschkin (ab 1. August) | Lampre-ISD                          |                                |                   |

## Mannschaft
| Name                     | Geburtstag             | Nationalität |              |
| ------------------------ | ---------------------- | ------------ | ------------ |
| Assan Basajew            | 22. Februar 1981       | Kasachstan   |              |
| Simon Clarke             | 18. Juli 1986          | Australien   |              |
| Allan Davis              | 27. Juli 1980          | Australien   |              |
| Rémy Di Gregorio         | 31. Juli 1985          | Frankreich   |              |
| Alexander Djatschenko    | 17. Oktober 1983       | Kasachstan   |              |
| Dmitri Fofonow           | 15. August 1976        | Kasachstan   |              |
| Enrico Gasparotto        | 22. März 1982          | Italien      |              |
| Maxim Gurow              | 30. Januar 1979        | Kasachstan   |              |
| Andrij Hrywko            | 7. August 1983         | Ukraine      |              |
| Maxim Iglinski           | 18. April 1981         | Kasachstan   |              |
| Walentin Iglinski        | 12. Mai 1984           | Kasachstan   |              |
| Josep Jufré              | 5. August 1975         | Spanien      |              |
| Tanel Kangert            | 11. März 1987          | Estland      |              |
| Andrei Kaschetschkin     | 21. März 1980          | Kasachstan   |              |
| Fredrik Kessiakoff       | 17. Mai 1980           | Schweden     |              |
| Robert Kišerlovski       | 9. August 1986         | Kroatien     |              |
| Roman Kreuziger          | 6. Mai 1986            | Tschechien   |              |
| Mirco Lorenzetto         | 19. Juli 1981          | Italien      |              |
| Francesco Masciarelli    | 5. Mai 1986            | Italien      |              |
| Andrei Misurow           | 16. März 1973          | Kasachstan   |              |
| Jewgeni Nepomnjatschschi | 12. März 1987          | Kasachstan   |              |
| Jewgeni Petrow           | 25. Mai 1978           | Russland     |              |
| Sergei Renew             | 3. Februar 1985        | Kasachstan   |              |
| Andrei Seiz              | 14. Dezember 1986      | Kasachstan   |              |
| Gorazd Štangelj          | 27. Januar 1973        | Slowenien    |              |
| Paolo Tiralongo          | 8. Juli 1977           | Italien      |              |
| Tomas Vaitkus            | 4. Februar 1982        | Litauen      |              |
| Alexander Winokurow      | 16. September 1973     | Kasachstan   |              |
| Stagiaires               | Stagiaires             | Nationalität | Nationalität |
| Dmitri Grusdew           | Dmitri Grusdew         | Kasachstan   |              |
| Nasar Jumabekow          | Nasar Jumabekow        | Kasachstan   |              |
| Alexander Schuschemoin   | Alexander Schuschemoin | Kasachstan   |              |
| Ruslan Tleubajew         | Ruslan Tleubajew       | Kasachstan   |              |

## Trikot

2011